# اريك غوثير
اريك غوثير هو مصمم رقص وراقص باليه وموسيقي كندي، ولد في 1977 في مونتريال في كندا.

## وصلات خارجية
- اريك غوثير على موقع مونزينجر (الألمانية)